# Зорин, Сергей Семёнович
Сергей Семёнович Зорин (настоящее имя Александр Гомбарг, 1890,
Елисаветград — 10 сентября 1937, Суздаль) — советский партийный и государственный деятель, кандидат в члены ЦК РКП(б) (1924—1925).

## Биография

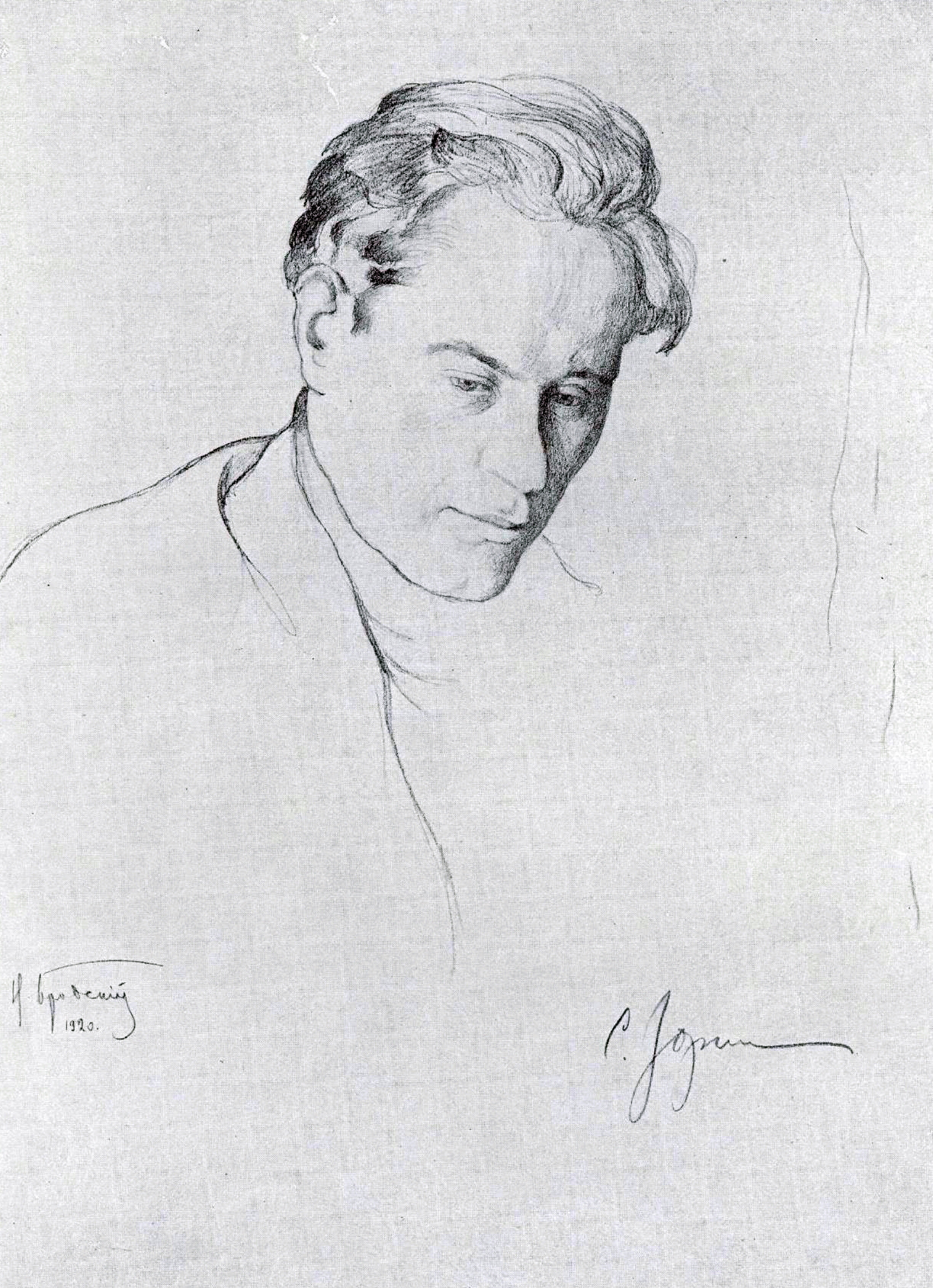
С. Зорин на Втором конгрессе Коминтерна (1920). Портрет работы И. Бродского

В 1911—1917 годах в эмиграции в США, участвовал в деятельности Социалистической партии Америки. В марте 1917 года вернулся в Россию (вместе с Троцким), приняв имя «Сергей Семёнович Зорин». В том же году (в мае) вступил в РСДРП(б).

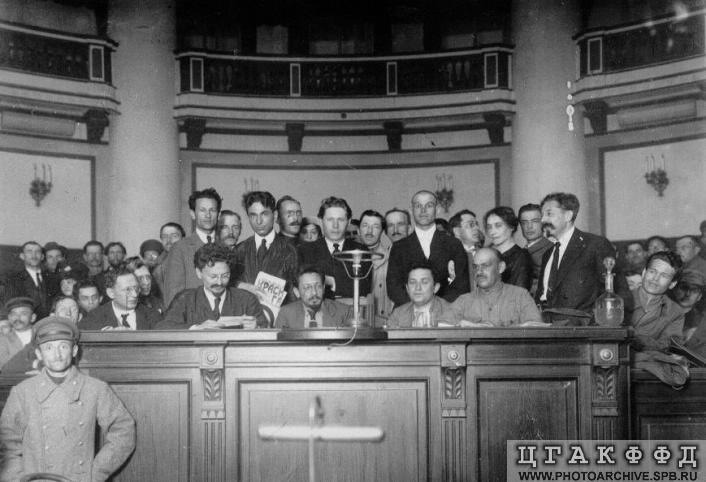
Второй съезд Советов Северной области, президиум съезда. Петроград, 1 августа 1918 года. Фото К. Буллы. На фото: нижний ряд, слева направо: М. С. Урицкий, Л. Д. Троцкий, Я. М. Свердлов, Г. Е. Зиновьев, М. М. Лашевич; верхний ряд, слева направо: М. М. Харитонов, М. И. Лисовский, Корсак, С. С. Зорин, С. П. Восков, С. И. Гусев, С. Н. Равич, И. П. Бакаев, Н. Н. Кузьмин.

Участник установления советской власти в Петрограде. В 1918 году — председатель Революционного трибунала в Петрограде, комиссар по иностранным делам Северной коммуны.
На партийной работе:
- с 1919 года секретарь Петроградского городского, с 1920 года — губернского комитета РКП(б).
- 1921—1922 ответственный секретарь Брянского губкома РКП(б).
- 1922−1923 референт Исполкома Коминтерна.
- 1923−1927 ответственный секретарь Иваново-Вознесенского губкома РКП(б).

В 1924—1925 кандидат в члены ЦК ВКП(б). Избирался кандидатом в члены ВЦИК.
В 1927 году исключен из партии за оппозиционную деятельность (постановление XV съезда ВКП(б) 2—19.12.1927).
С 1928 года на хозяйственной работе в ВСНХ и строительных организациях.
В 1930 году восстановлен в партии.
С 1931 года член правления «Стандартжилстроя», затем работал директором НИИ индустриализации жилищного строительства.
Арестован 1 января 1935 года, 26 марта осужден к 5 годам лишения свободы с содержанием в Суздальском политизоляторе.
10 сентября 1937 года расстрелян. Посмертно реабилитирован.

## Семья и дети
- Первая жена — Елизавета Яковлевна Волгина. Дочери Наталья и Ольга.
- Вторая жена — Антонина Павловна Малиновская.